# Lato

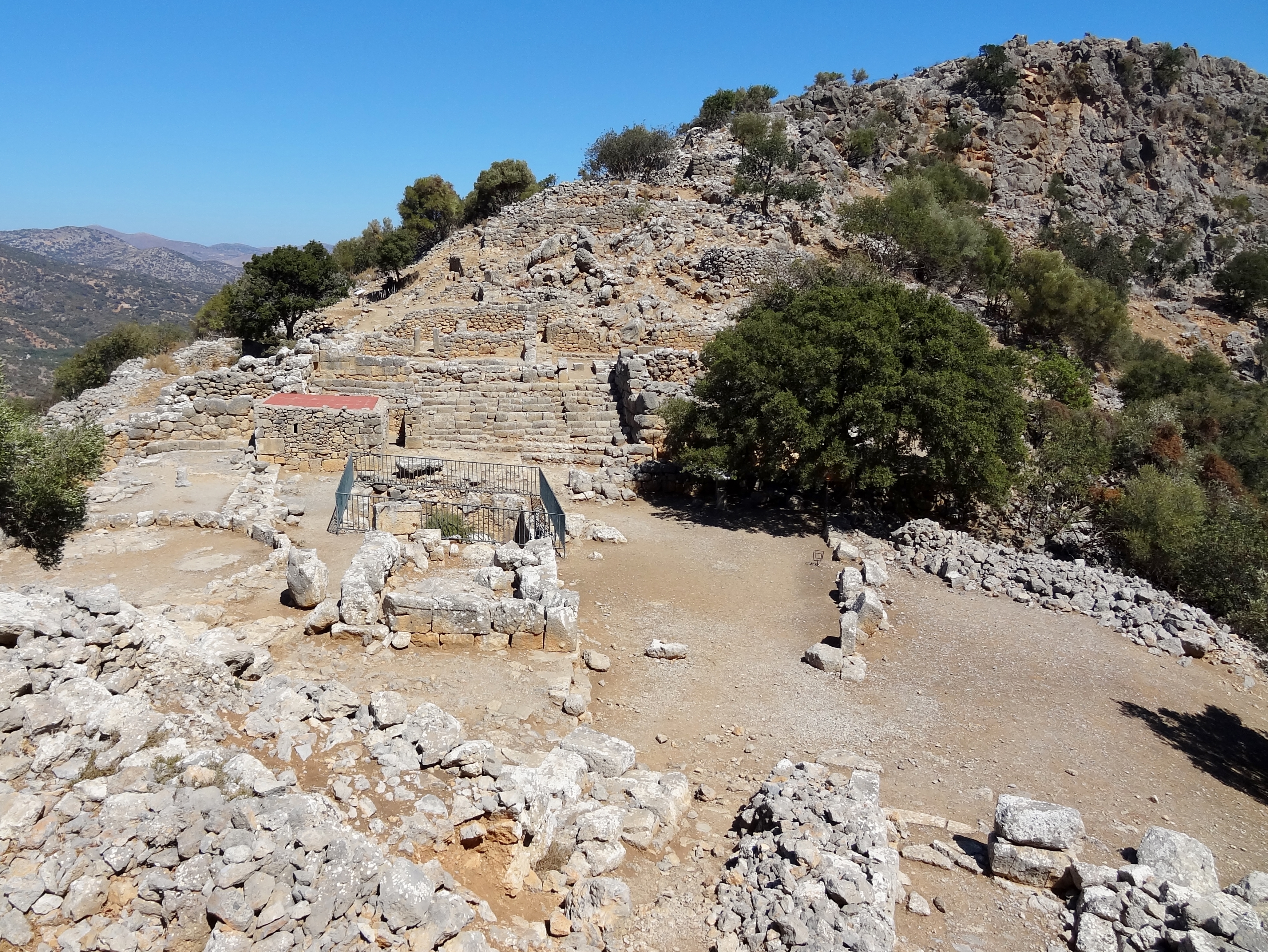
Agora von Lato

Lato (altgriechisch Λατώ) war eine antike Stadt im Nordosten der griechischen Insel Kreta. Benannt wurde sie nach der Göttin Leto, die im dorischen Dialekt „Lato“ heißt.
Ursprünglich befand sich an dieser Stelle eine minoische Ansiedlung aus der Zeit um 1500 v. Chr. Lato wurde vermutlich im 8. Jahrhundert v. Chr. von den Dorern gegründet. Die erhaltenen Ruinen stammen aus dem 5. Jahrhundert v. Chr. Die Grundmauern der Wohnhäuser lassen die frühere Struktur der Stadt deutlich werden – erhalten sind ferner Reste eines Heiligtums, der Agora und einer Zisterne. Die Stadt prägte eigene Münzen. Nearchos, Admiral unter Alexander dem Großen stammt wahrscheinlich aus Lato.
Lato pros Kamara, der Hafen von Lato, befand sich an der Stelle der heutigen Stadt Agios Nikolaos.
Aus Lato und Lato pros Kamara stammen zahlreiche Inschriften, vor allem aus dem zweiten Jahrhundert v. Chr., die es erlauben sich eine Vorstellung von der Organisation dieser Orte zu machen. Es ist das Amt der Kosmoi bezeugt, die normalerweise für ein Jahr gewählt wurden und die Stadt regierten. In Lato sind mehrere gleichzeitig belegt, die also zusammen die Geschicke der Stadt lenkten. Aus den Inschriften geht klar hervor, dass diese gewählten Männer nur aus einer Handvoll von Familien stammten, die demzufolge die Stadt beherrschten.

Ausgrabungsstätte
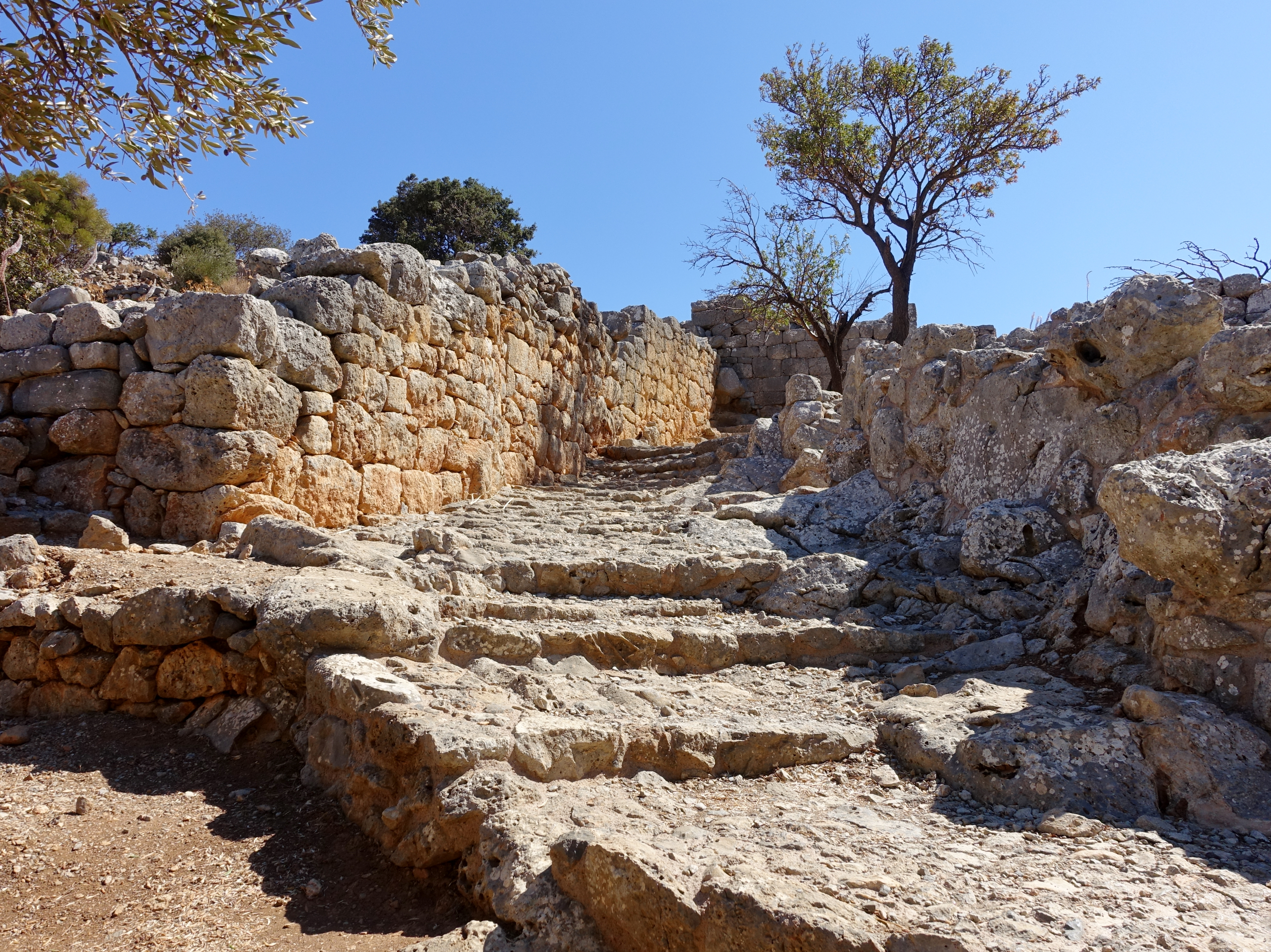
Treppe der Hauptstraße
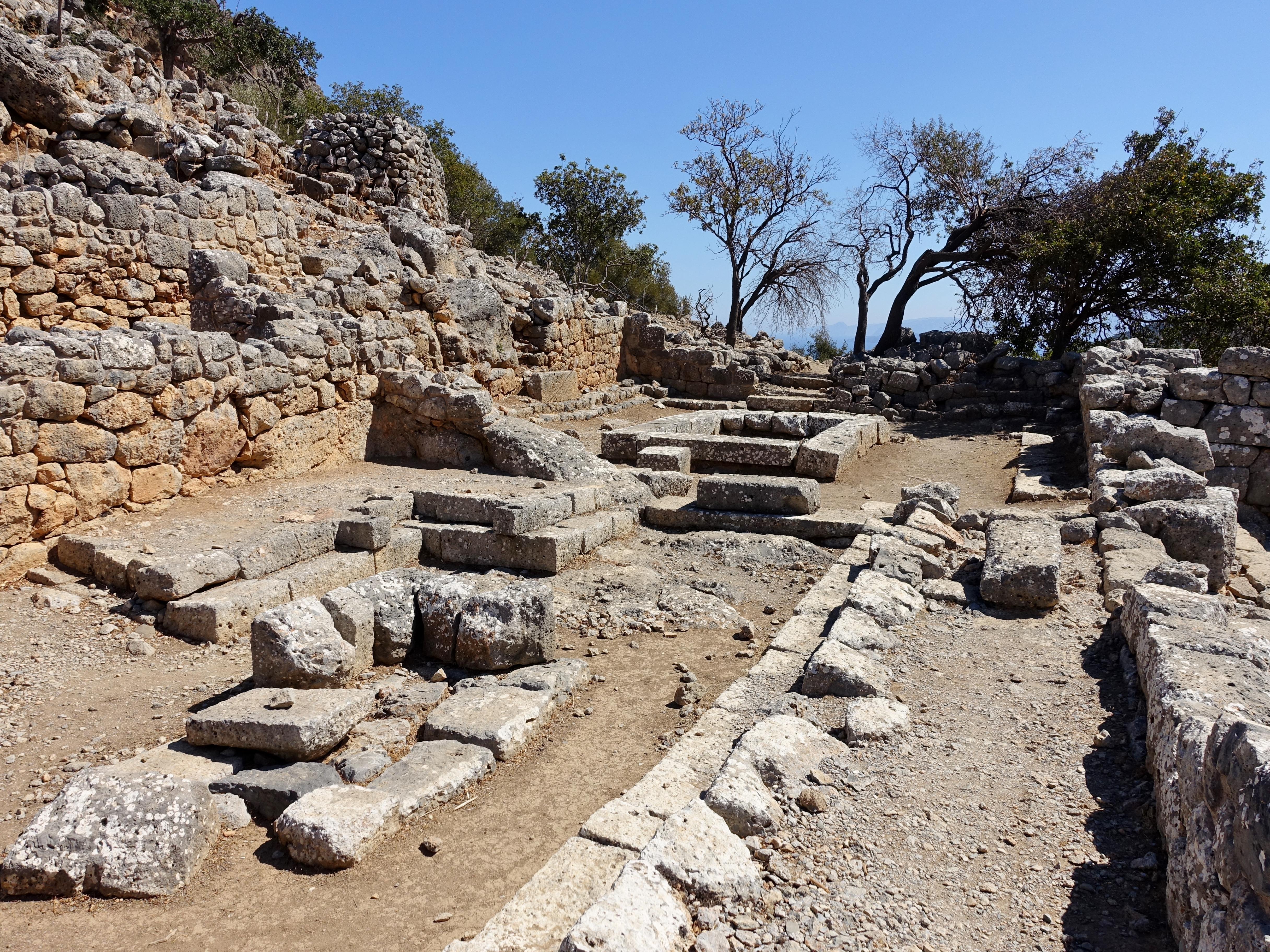
Prytaneion
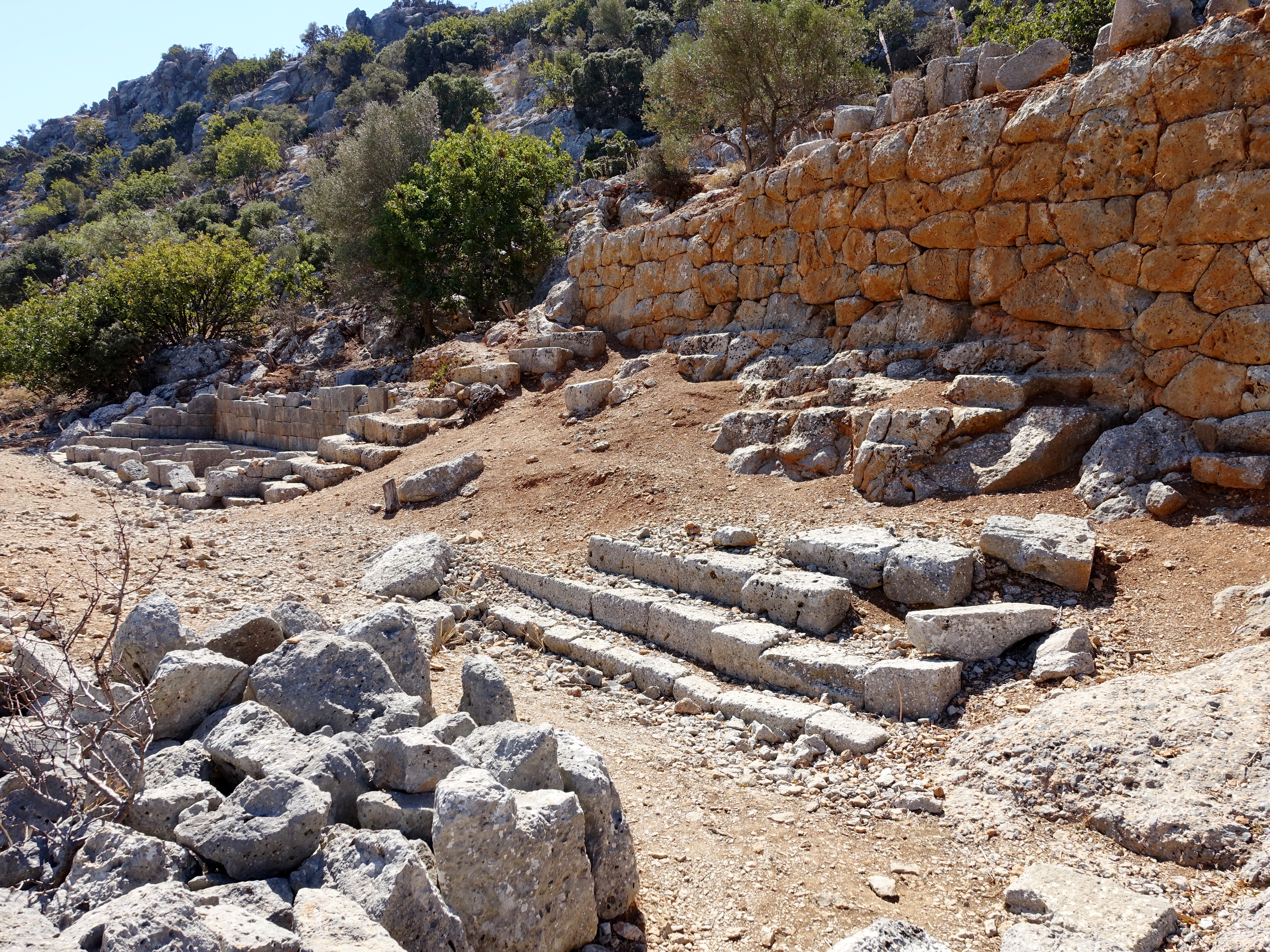
Theaterbereich
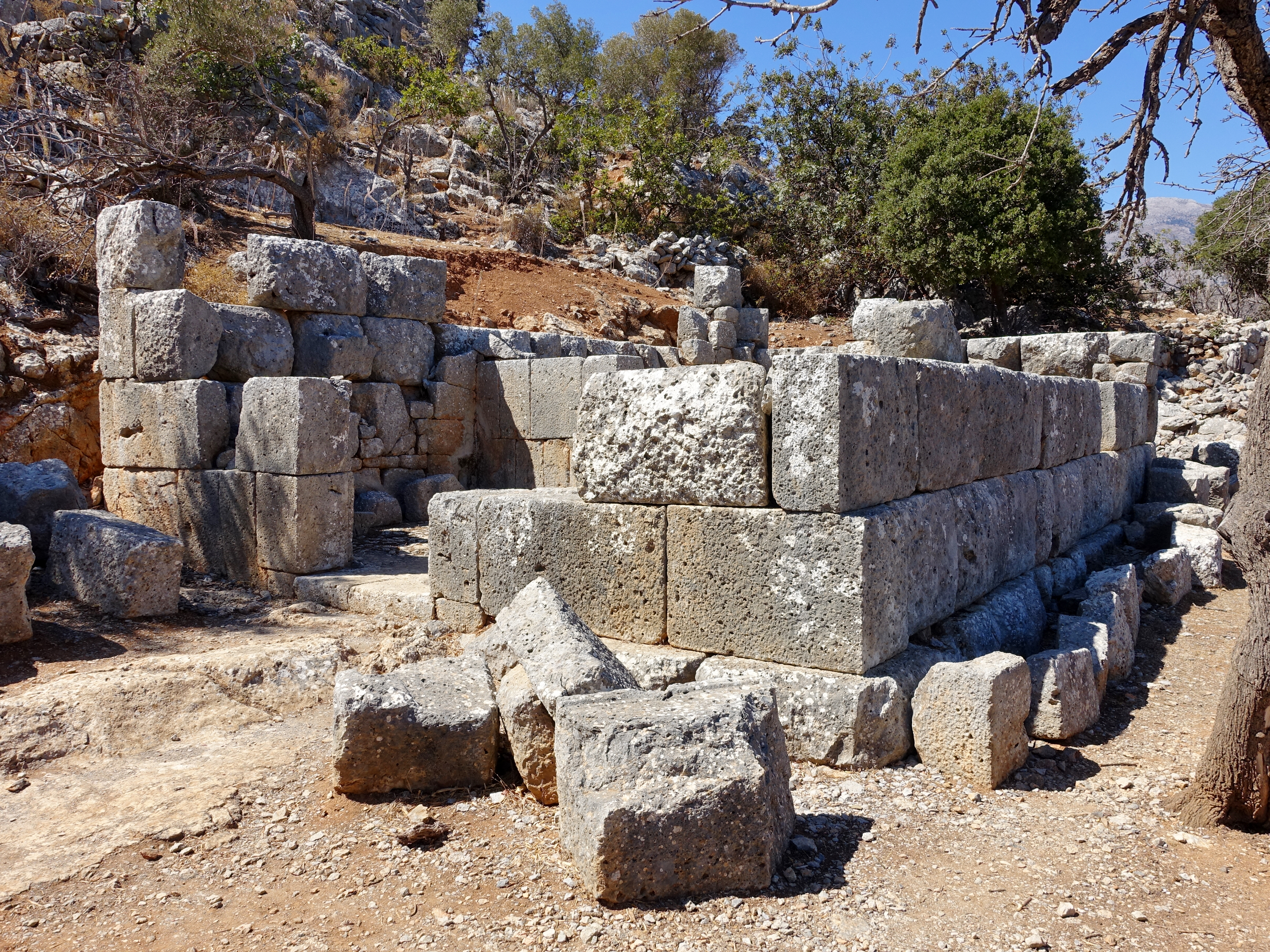
Großer Tempel